# 山口直彦 (精神科医)
山口 直彦（やまぐち なおひこ、1939年9月23日 - 2019年8月30日）は、日本の医学者、精神科医。専門は精神病理学。元甲南大学文学部教授。医学博士。

## 略歴
1939年兵庫県神戸市生まれ。1965年神戸医科大学卒業。1970年神戸大学大学院医学研究科修了、医学博士。その後神戸大学医学部精神神経科助教授、兵庫県立光風病院長、甲南大学文学部人間科学科教授 を経て、兵庫県こころのケアセンター長、光風病院名誉院長。2019年8月30日没。

## 学会
- 日本精神病理学会名誉会員

## 著書

### 共著
- 中井久夫、山口直彦『看護のための精神医学』医学書院、2001年3月。ISBN 9784260331166。
- 中井久夫、山口直彦『看護のための精神医学 第2版』医学書院、2004年3月。ISBN 9784260333252。

### 翻訳
- ハリー・スタック・サリヴァン『精神医学の臨床研究』みすず書房、1983年1月。ISBN 9784622021902。
- クラウス・コンラート『分裂病のはじまり―妄想のゲシュタルト分析の試み』岩崎学術出版社、1995年3月。ISBN 9784753394012。

## 関連人物
- 中井久夫
- 笠原嘉
- 宮本忠雄
- 安永浩
- 村上靖彦
- 永田俊彦
- 市橋秀夫
- 安克昌
- 岩井圭司
- ハリー・スタック・サリヴァン